# Arvid Adolf Etholén

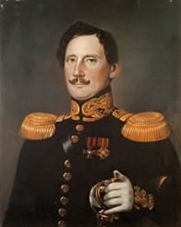
Arvid Adolf Etholén (E. Lindh, 1839)

Arvid Adolf Etholén (russisch Адольф Карлович Этолин; * 29. Dezember 1798jul. / 9. Januar 1799greg. in Helsinki; † 17. Märzjul. / 29. März 1876greg. in Elimäki, Großfürstentum Finnland) war ein russischer Marineoffizier der Kaiserlich Russischen Flotte und Forschungsreisender.

## Leben
Etholén, Sohn des Kaufmanns und Ratsherrn Carl Gustaf Etholén und seiner Frau Catharina Fredrika Neukirch, absolvierte die Marine-Schule und wurde im August 1817 als Gardemarin in die Kaiserlich Russische Flotte aufgenommen. Auf der Sloop Kamtschatka unter dem Kommando Wassili Golownins fuhr Etholén aus Kronstadt nach Kamtschatka. Im Juli 1818 trat er in den Dienst der Russländisch-Amerikanischen Kompagnie (RAK) und diente in Nowo-Archangelsk in Russisch-Amerika.
Im Dienst der RAK leitete Etholén eine Reihe von Expeditionen zur Untersuchung der Küsten und Flüsse Alaskas. Er beteiligte  sich an den astronomischen Ortsbestimmungen der Beringinsel, der Inseln Medny, Attu und weiterer Inseln. Auf der Kodiak-Insel vermaß er die Tschiniak-Bucht und korrigierte die Dokumentation Juri Lissjanskis. In der Bristol Bay untersuchte und benannte er die Hagemeister-Bucht und die Hagemeister-Insel. In den Jahren 1819–1824 kommandierte Etholén den Kutter Baranow und die Brigg Baikal. Er lieferte Getreide an die notleidende Bevölkerung des Forts Ross der RAK in Kalifornien. Im August 1825 kehrte er auf der Fregatte Kreuzer nach Kronstadt zurück.
Im März 1826 trat Etholén erneut in den Dienst der RAK und reiste durch Sibirien nach Ochotsk, um dann auf einer RAK-Brigg im September in Nowo-Archangelsk anzukommen. Als Kommandant verschiedener Schiffe fuhr er auf der Beringsee, dem Ochotskischen Meer und dem Pazifik. Er fuhr zu den Kurilen, nach Ochotsk, zum Fort Ross, nach San Francisco und Monterey. Auf der Insel Urup gründete er 1828 eine Faktorei. 1833 erforschte er die Küste des Golfs von Alaska. Auf dem Weg nach Ochotsk besuchte er die Inseln Unalaska und Atka. In Ochotsk leitete er den Bau der RAK-Brigg Sitka und überführte sie nach Russisch-Amerika. 1836 besuchte er Chile. 1837 kehrte er nach Kronstadt zurück.
Während des Jahrs 1838 nahm Etholén an der Fahrt des Linienschiffs Poltawa auf der Ostsee und im Finnischen Meerbusen teil. Anfang Dezember 1838 wurde er zum Hauptverwalter Russisch-Amerikas ernannt. Er heiratete 1839 Hedvig Johanna Margaretha Sundvall und war im Mai 1840 wieder in Nowo-Archangelsk. Sein Assistent wurde Dionissi Sarembo, der 1840 das Linienschiff Thronfolger Alexander mit dem Steuermann Alexander Gawrilow aus Kronstadt um Kap Hoorn herum nach Russisch-Amerika führte. Etholén führte die Untersuchungen Alaskas, der Aleuten, der Anadyr-Mündung und der Ajan-Bucht fort. Er gründete neue Faktoreien, baute einen Militärposten am Yukon in Nulato, erweiterte die Ziegelei auf der Kenai-Halbinsel an der Cook-Bucht und schickte Leutnant Lawrenti Sagoskin mit einer Erkundungsexpedition an den Yukon und den Kuskokwim. Etholén richtete in Nowo-Archangelsk einen jährlichen Jahrmarkt und eine Schule für die Tlingit ein und schränkte den Vertrieb alkoholischer Getränke ein. Da der Unterhalt des  Forts Ross schwierig wurde, war beschlossen worden, die Siedlung Fort Ross aufzugeben. 1841 gelang unter Vermittlung Sarembos schließlich der Verkauf an Johann August Sutter für 30.000 US-Dollar.
Etholén gab im Mai 1845 sein Amt auf und fuhr nach Ochotsk, wo er seinem Nachfolger Michail Tebenkow die Geschäfte übergab. Etholén reiste nach St. Petersburg zurück und wurde Anfang 1846 zu einem der Direktoren der Hauptverwaltung der RAK gewählt. Im Dezember 1846 wurde er Mitglied der Kaiserlichen Russischen Geographischen Gesellschaft. Im März 1847 wurde er zum Konteradmiral befördert und aus dem Dienst entlassen.
Etholéns Namen tragen die Insel Etolin an der Küste Alaskas und ein Berg auf  dieser Insel, eine Meerenge zwischen der Insel Nunivak und dem Festland und eine Bucht dort, ein Kap der Insel Urup, ein Kap der Bristol Bay, ein Kap der von Wassili Chromtschenko 1821 entdeckten Insel Otkriti in der Beringsee und eine Straße in Sitka.